# Gilbert George Lonzarich
Gilbert " Gil " George Lonzarich (né en 1945)  est un physicien du solide qui travaille au Laboratoire Cavendish de l'Université de Cambridge. Il est particulièrement connu pour ses travaux sur les matériaux supraconducteurs et magnétiques.

## Biographie
Lonzarich obtient son BA de l'Université de Californie à Berkeley (1967), sa maîtrise de l'Université du Minnesota (1970) et son doctorat de l'Université de la Colombie-Britannique (1973). D'abord postdoctorant, il occupe des postes à l'Université de Cambridge. Depuis 1997, il est professeur au Laboratoire Cavendish, où il dirige le groupe de matière quantique.
Les recherches de Lonzarich portent sur les solides où l'interaction entre les électrons peut conduire à des états non conventionnels de la matière. Son travail aborde différentes classes de matériaux, notamment les aimants itinérants (tels que MnSi), les matériaux à fermions lourds, et les ferroélectriques. Il arrive à un résultat révolutionnaire pour le domaine de la supraconductivité non conventionnelle, la démonstration que la suppression de l'ordre antiferromagnétique dans les matériaux à fermions lourds, c'est-à-dire un point quantique critique, peut induire la supraconductivité.
La croissance cristalline, les températures ultra-basses (températures mK), les expériences à haute pression et les oscillations quantiques (poursuivant les travaux de David Shoenberg) sont des aspects importants des travaux de son groupe.
Piers Coleman, Louis Taillefer, Andrew MacKenzie et Christian Pfleiderer sont ses anciens élèves,.